# Palupín (zámek)
Zámek Palupín se nachází v jihovýchodní části vsi Palupín, která je součástí města Strmilov, ležícího mezi městy Jindřichův Hradec a Telč. V roce 1963 byl zámek zapsán jako kulturní památka.

## Historie
Zámek Palupín je jednou z architektonických částí středověké pevnosti, jejíž bohatá historie je písemně dokumentována od roku 1358 a je patrná i v jeho architektuře, ale stavebně je staršího původu. Během následujících století byl objekt několikrát přestavován, avšak nosné zdivo a klenby románského slohu se podařilo zachovat. K zásadní rekonstrukci a dostavbě do dnešní podoby, čili do podoby velkostatku a zámečku se zvoničkou, došlo v roce 1730. Z této doby pochází také podoba fasády zámečku a byla zachována i jeho barokní dispozice interiérů a exteriérů. Všechny ostatní budovy byly přeměněny na zemědělsky využitelné prostory, ačkoli byl do této doby tento středověký areál tvořen jen obytnými budovami. Součástí se nově stal i pivovar a lihovar. V 18. století již ale fungoval pouze lihovar. Poslední přestavba a modernizace zemědělských oblastí vyjma zámečku proběhla v roce 1919 Ernstem / Arnoldem Schulzem, který rekonstruoval velkostatek k zemědělsko-vědeckým účelům. V roce 1948 byl zámeček a statek vyvlastněn a až do roku 1990 užíván zemědělským družstvem JZD. V době vyvlastnění také došlo ke zboření lihovaru. Od roku 1994 je hradní majetek znovu v rodinném vlastnictví potomků Ernsta / Arnolda Schulze, kteří renovují celý objekt.

## Odkazy

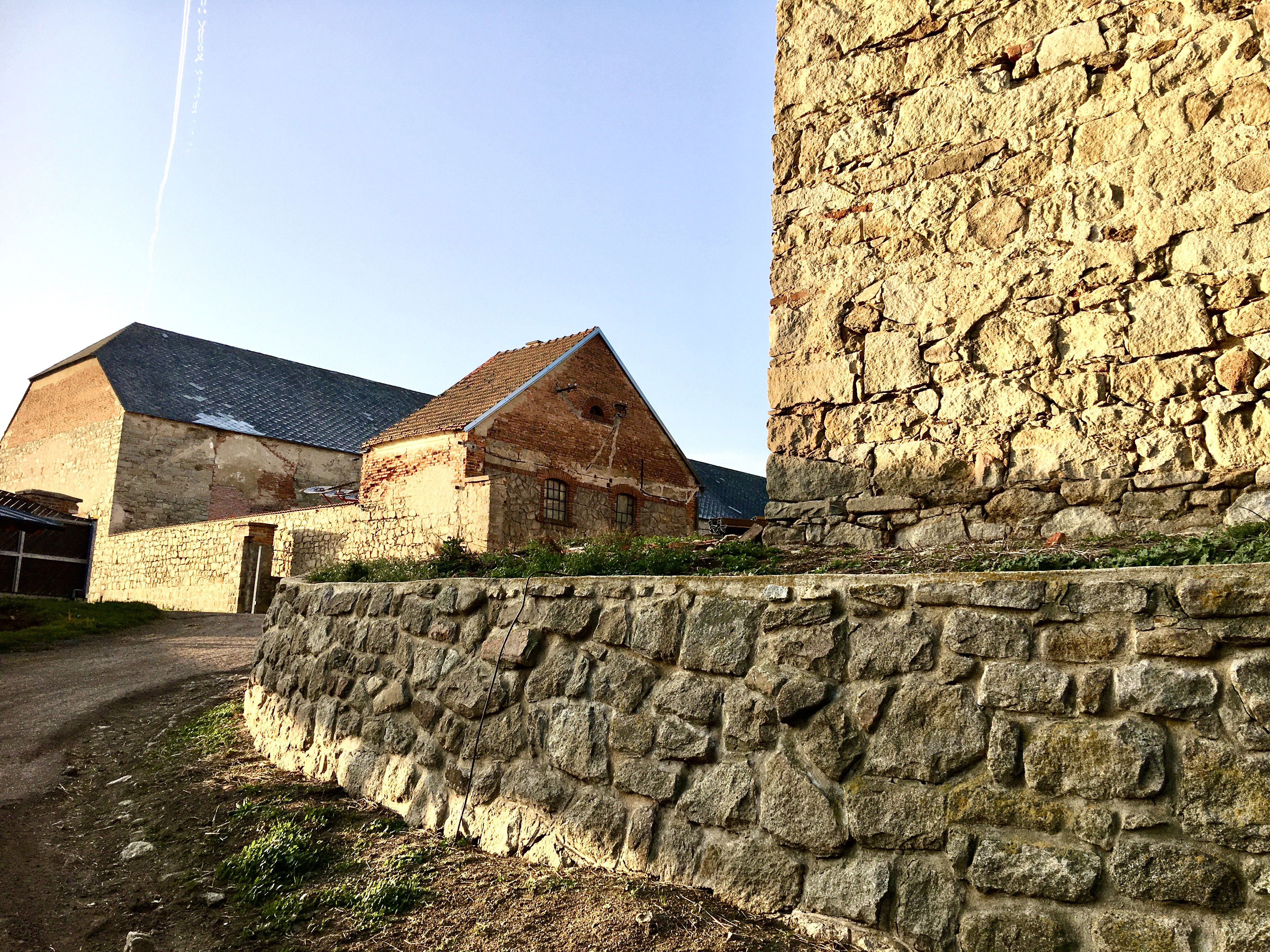
Část zachované zástavby středověkého dvora